# سين دوغ
سين دوغ (بالإنجليزية: Sen Dog)‏ هو مغني وموسيقي كوبي وأمريكي، ولد في 20 نوفمبر 1965 في بينار ديل ريو في كوبا.

## وصلات خارجية
- سين دوغ على موقع IMDb (الإنجليزية)
- سين دوغ على موقع ميوزك برينز (الإنجليزية)
- سين دوغ على موقع أول ميوزيك (الإنجليزية)
- سين دوغ على موقع أول ميوزيك (الإنجليزية)
- سين دوغ على موقع أول ميوزيك (الإنجليزية)
- سين دوغ على موقع ديسكوغز (الإنجليزية)
- سين دوغ على موقع ديسكوغز (الإنجليزية)
- سين دوغ على موقع قاعدة بيانات الفيلم (الإنجليزية)